# Stazione di Clusone
La stazione di Clusone fu l'impianto capolinea della ferrovia della Valle Seriana, a servizio dell'omonimo comune.

## Storia
Fu aperta al servizio pubblico il 12 marzo 1911, assieme al tronco proveniente dalla stazione di Ponte Nossa, e sostituì il precedente capolinea di Ponte Selva.
Il servizio viaggiatori della linea fu soppresso il 31 agosto 1967 e la stazione chiuse al servizio pubblico di conseguenza. L'impianto fu quindi riconvertito ad autostazione.

## Strutture e impianti
La stazione era dotata di un fabbricato viaggiatori: una struttura a due livelli con pianta rettangolare. Lo scalo merci, con magazzino e piano caricatore, era addossato al fabbricato viaggiatori ed era servito da un binario di scalo.
Il piazzale era composto dal binario di corsa e da un altro di raddoppio. Entrambi proseguivano verso la rimessa locomotive che aveva un terzo binario, di scalo, a suo servizio.
Era presente anche una torre dell'acqua per alimentare le locomotive a vapore.

## Movimento
La stazione fu capolinea di treni accelerati e omnibus sulla relazione Bergamo-Clusone.
A partire dal 1931, Clusone fu anche capolinea del treno periodico proveniente da Milano. Il servizio fu tenuto anche nel secondo dopoguerra, tra giugno e settembre, e fu espletato da materiale delle Ferrovie dello Stato, condotto da maestranze sempre dell'ente pubblico.